# لیدیا فالکون
لیدیا فالکون (به اسپانیایی:Lidia Falcón) متولد ۱۹۳۵ نویسنده و سیاستمدار اسپانیایی است. وی در دوره دیکتاتوری‌ ژنرال فرانسیسکوفرانکو در اسپانیا زندانی و شکنجه شد. در دوره گذار اسپانیا به دموکراسی وی حزب فمینیست اسپانیا را تأسیس کرد.